# Sega Sammy Holdings
Sega Sammy Holdings Inc. is een beursgenoteerd Japanse houdstermaatschappij die werd gevormd door een fusie van Sega Corporation en Sammy Corporation. Beide ondernemingen waren voorheen actief in de spelautomatenindustrie, Sega voornamelijk met arcadecomputerspellen, Sammy met pachinkoautomaten.

Momenteel is Sega Sammy Holdings de tweede grootste computerspelontwikkelaar uit Japan na Nintendo maar voor Namco Bandai Holdings en Konami.

## Trivia
SSH is de naamsponsor van de Invitational Sega Sammy Cup, een golftoernooi van de Japan Golf Tour.